# Kevin Brooks
Kevin M. Brooks (ur. 30 marca 1959) – brytyjski pisarz, autor powieści Lucas (zwycięzca angielskiego North East Book Award 2004) i Martyn Pig (zwycięzca Branford Boase Award 2003). 
Kevin Brooks urodził się w 1959 roku. Wychował się w Exeter w Devonie. Studiował psychologię i filozofię w Birmingham, na uniwersytecie w Aston w 1980 i studia kulturalne w Londynie w 1983. Pracował w różnych zawodach: był muzykiem, „pomocnikiem” na stacji benzynowej, „złotą rączką” w krematorium, urzędnikiem w urzędzie cywilnym, sprzedawcą hot-dogów w londyńskim zoo, na poczcie i na kolei. Mieszka w Esseksie – najmniejszym mieście Anglii. 
Jego książki ukazują się w Polsce nakładem wydawnictwa Media Rodzina, w przekładzie Anny i Miłosza Urbanów.

## Twórczość
- Martyn Pig (2001, w Polsce 2005)
- Lucas (2002, w Polsce 2007)
- Kissing the Rain (2004)
- Bloodline (2004)
- I See You, Baby (2005)
- Candy (2005)
- The Road of the Dead (2006)
- Being (2007)
- Black Rabbit Summer (2008)
- Fallout:Nuka Break - Fan Film (2011)
- Killing God (2009)

- iBoy (2010)
- Naked (2011)
- The Bunker Diary (2013)

### seria Johnny Delgado
- Like Father, Like Son (2006)
- Private Detective (2006)